# Cantó de Mayet
El cantó de Mayet és un cantó francès del departament de Sarthe, situat al districte de La Flèche. Té 7 municipis i el cap es Mayet.

## Municipis
- Aubigné-Racan
- Coulongé
- Lavernat
- Mayet
- Sarcé
- Vaas
- Verneil-le-Chétif

## Història
| Data d'elecció                           | Identitat       | Partit        | Qualitat |
| ---------------------------------------- | --------------- | ------------- | -------- |
| 1945-1970                                | Max Boyer       | SFIO          |          |
| 1970-1991                                | Alexandre Hérin | Divers droite |          |
| 1991-                                    | Michel Royer    | Divers droite |          |
| les dades anteriors no són pas conegudes |                 |               |          |
|                                          |                 |               |          |

## Demografia
| A partir de 1990: Població sense dobles comptes |